# 約斯·蘇達索島
約斯·蘇達索島（Yos Sudarso）又名多拉克岛（Dolak），是印度尼西亞的島嶼並以印尼民族英雄約斯·蘇達索之名命名，位於巴布亞省马老奇县，由狹窄的水道從新畿內亞主島分隔，島嶼呈樹葉狀，面積11,600平方公里，長度約165公里，島上有約11,000居民。